# Dresslerara
× Dresslerara, (abreviado Dres) en el comercio, es un híbrido intergenérico entre los géneros de orquídeas Ascoglossum × Phalaenopsis × Renanthera. Fue publicado en Orchid Rev.  91(1072, cppo): 12 (1983).